# Mary Whitehouse
Pour le groupe de musique industrielle, voir Whitehouse.
Mary Whitehouse, née Hutcheson le 13 juin 1910 à Nuneaton et morte le 23 novembre 2001 à Colchester, est une militante britannique pour les valeurs morales et la promotion de la décence religieuse, particulièrement active au niveau des médias audiovisuels. Elle fonde en 1965 la National Viewers' and Listeners' Association, et en devient la première présidente. Elle est élevée au grade de commandeur de l'Empire britannique en 1980. Elle a contribué à établir la liste des video nasties dans les années 1980.

## Actions légales
Outre son activité de surveillance du contenu des programmes télévisuels au sein de son groupe de pression, Mary Whitehouse élargit son combat pour les valeurs puritaines par des actions judiciaires. En 1977, elle fit condamner pour blasphème le magazine militant pour les droits des homosexuels Gay News  pour la publication d'un poème The Love That Dares to Speak its Name (L'amour qui ose dire son nom) de James Kirkup décrivant l'amour homosexuel d'un centurion pour Jésus. Cette condamnation pour blasphème était la première en Grande-Bretagne depuis 1922, date à laquelle John W Gott avait été condamné pour le même motif à 9 mois de travaux forcés. L'éditeur de Gay News, Denis Lemon, fut condamné à 9 mois de prison avec sursis. Les appels successifs auprès de la cour d'appel en 1978, auprès de la Chambre des lords en 1979 puis enfin de la Cour européenne des droits de l'homme en 1982 furent rejetés.